# テンチ級潜水艦
テンチ級潜水艦（テンチきゅうせんすいかん、Tench class submarine）は、アメリカ海軍の潜水艦の艦級。アメリカ海軍における最後の艦隊型潜水艦である。

## 概要
ポーパス級潜水艦建造以来、着実に進化を遂げてきたアメリカ海軍の艦隊型潜水艦は、ガトー級潜水艦とバラオ級潜水艦によってその進化を極めたといっても良かった。しかし、そのガトー・バラオ両級に対してすら不満が出るようになった。すなわち、航続力と魚雷携行数が不足しているのではないか？という不満であった。そこで、ポーツマス海軍造船所が中心となり、バラオ級をベースに新型の潜水艦を開発することとした。
当初の計画では、この新型潜水艦は1943年度以降に建造される予定であったが、従来からの潜水艦建造所であったメア・アイランド海軍造船所が手一杯になったため、同所で建造予定だったバラオ級の1942年度艦8隻を、余裕が出たポーツマス海軍造船所が新型として振り替えて建造した。
当初計画での新型潜水艦のネームシップはコルセア (USS Corsair, SS-435) であったが、コルセアよりハルナンバーが若番のテンチ (USS Tench, SS-417) 以下8隻が新型で建造されたため、このクラスは「テンチ級」と呼称される（古い資料では、本来の建造年度に従って「コルセア級潜水艦」とするものもあった）。テンチ級は振り替え分8隻に加え、本来の1943年度艦が66隻、1945年度が6隻と計80隻が建造予定であったが、日本の敗色が濃厚となった1944年から45年にかけて多数がキャンセルされた。残る25隻と水中高速型潜水艦に改正した4隻が1944年10月から1951年2月の間に就役した。
戦後、ブラジル海軍（4隻） トルコ海軍、イタリア海軍（2隻）、パキスタン海軍、カナダ海軍、ギリシャ海軍、ベネズエラ海軍、ペルー海軍、台湾海軍（各1隻）へ売却され、2016年現在では台湾で1隻（カットラス改め海獅）が唯一稼働中であり、トルコで退役した1隻（ソーンバック改めウルチアリレイス）が保存展示されている。
アメリカ本土ではレクゥイン、トースクの2隻が保存展示されている。

## 船体と兵装
テンチ級はガトー・バラオ両級とは外観が似ているものの、中身は一新され完全な別物となっている。まず航続力の問題は、従来のバラストタンクの一つを燃料タンクに振り替えることで対処した。他のバラストタンクも配置を大幅に改正した。機関はバラオ級と同一だが、騒音対策の観点から本格的なダイレクト・ドライブ方式が取り入れられた。
内殻の形状も改正し、容積が増えた分を魚雷搭載箇所にあてた結果、魚雷搭載数も28本に増えた。全般的な改正の結果、排水量は35トンから40トン増加したが、その分全般的に船体の強度も増加した。なお、振り替え分のテンチ以下8隻と、本来の新設計艦の筆頭であるコルセア以降の艦とでは改正箇所が大幅に異なる。
魚雷以外の兵装に関しては、バラオ級と同一である。

## 戦歴
テンチ級は就役が遅かったこともあり、太平洋戦争に従軍したのは11隻であった。そのうち、テンチとティランテ (USS Tirante, SS-420) 、トースク (USS Torsk, SS-423) が顕著な戦果を挙げている。ティランテは「軍艦島を本物の軍艦と間違えて攻撃した」とよく誤解されている艦であり、副長は海軍勤務の後に作家として「深く静かに潜航せよ」などを著したエドワード・L・ビーチである。トースクが1945年8月14日に撃沈した第13号海防艦、第47号海防艦は第二次世界大戦における最後の撃沈戦果となり（香住沖海戦）、アメリカ海軍の潜水艦が敵艦艇を撃沈したのも、2012年現在ではこれが最後である。
太平洋戦争に従軍したテンチ級を以下に挙げる。
- テンチ
- ソーンバック
- ティグロン
- ティランテ

- トルッタ
- トロ
- トースク
- クィルバック

- アルゴノート
- ランナー
- カットラス

## 同型艦
- テンチ (USS Tench, SS-417)
- ソーンバック (USS Thornback, SS-418)
- ティグロン (USS Tigrone, SS-419)
- ティランテ (USS Tirante, SS-420)
- トルッタ (USS Trutta, SS-421) (ex-Tomatate)
- トロ (USS Toro, SS-422)
- トースク (USS Torsk, SS-423)
- クィルバック (USS Quillback, SS-424) (ex-Trembler)
- ユニコーン (USS Unicorn, SS-429) †
- ヴェンダース (USS Vendace, SS-430) †
- ウォルラス (USS Walrus, SS-431) †
- ホワイトフィッシュ (USS Whitefish, SS-432) †
- ホィッティング (USS Whiting, SS-433) †
- ウルフフィッシュ (USS Wolffish, SS-434) †
- コルセア (USS Corsair, SS-435)
- ユニコーン (USS Unicorn, SS-436) §
- ウォルラス (USS Walrus, SS-437) §
- アルゴノート (USS Argonaut, SS-475)
- ランナー (USS Runner, SS-476)
- コンガー (USS Conger, SS-477)
- カットラス (USS Cutlass, SS-478)
- ディアブロ (USS Diablo, SS-479)
- メドレガル (USS Medregal, SS-480)

- レクゥイン (USS Requin, SS-481)
- アイレックス (USS Irex, SS-482)
- シーレパード (USS Sea Leopard, SS-483)
- オダックス (USS Odax, SS-484)
- シラーゴ (USS Sirago, SS-485)
- ポモドン (USS Pomodon, SS-486)
- レモラ (USS Remora, SS-487)
- サーダ (USS Sarda, SS-488)
- スピナックス (USS Spinax, SS-489)
- ヴォラドール (USS Volador, SS-490)
- ポンパーノ (USS Pompano, SS-491) §
- グレイリング (USS Grayling, SS-492) †
- ニードルフィッシュ (USS Needlefish, SS-493) †
- スカルピン (USS Sculpin, SS-494) †
- ワフー (USS Wahoo, SS-516) §
- アンバージャック (USS Amberjack, SS-522)
- グランパス (USS Grampus, SS-523)
- ピカーレル (USS Pickerel, SS-524)
- グレナディアー (USS Grenadier, SS-525)
- ドラド (USS Dorado, SS-526) †
- コンバー (USS Comber, SS-527) †
- シーパンサー (USS Sea Panther, SS-528) †
- ティブロン (USS Tiburon, SS-529) †

§：就役前にキャンセル、
†：キャンセル

## ギャラリー

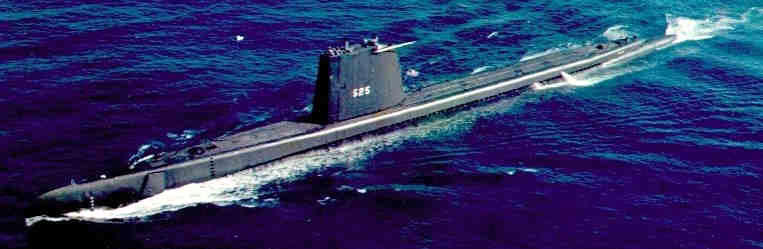
グレナディアー
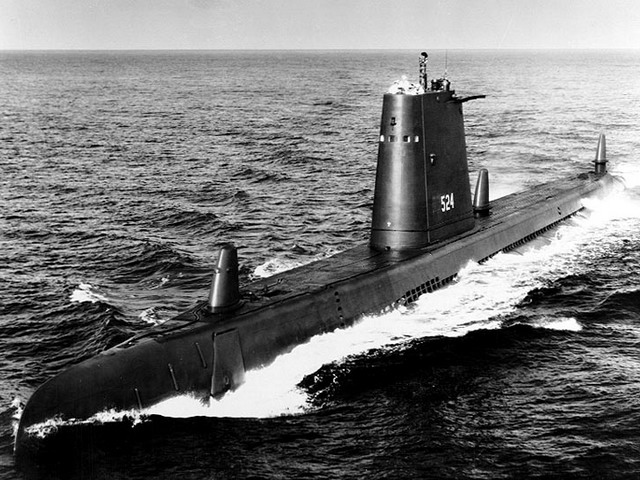
ピカーレル
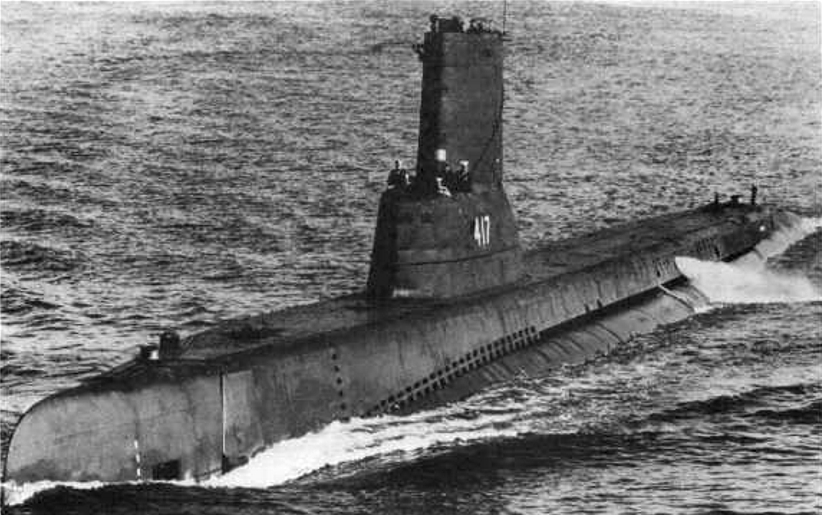
テンチ（グッピー1A改装）